# O Amor no Caos - Vol. 2
O Amor no Caos - Vol. 2, também conhecido por O Amor no Caos 2,  é o 12º álbum de estúdio (o décimo-primeiro "solo") do compositor maranhense Zeca Baleiro. Conforme o próprio nome sugere, é uma continuação de O Amor no Caos - Vol. 1. Segundo Zeca Baleiro, "o volume 1 tem canções mais supostamente radiofônicas. O segundo é bem diferente – mais acústico, menos pop e mais emocionado".
O álbum foi lançado no dia 11 de outubro de 2019. A capa do álbum expõe a tela Retrato de família, obra da artista plástica maranhense Maria Luísa Serra de Castro.

## Faixas
Todas as músicas compostas por Zeca Baleiro, exceto onde indicado.
| N.º | Título                                       | Compositor(es)              | Informações                             | Duração |  |
| 1.  | "Chovia no Canavial"                         |                             |                                         | 3:44    |  |
| 2.  | "Eu Chamo de Coragem"                        | Zeca Baleiro e Marcos Magah |                                         | 4:12    |  |
| 3.  | "Riverside Road (feat.: Tatiana Parra)"      |                             |                                         | 3:59    |  |
| 4.  | "Sete Vidas"                                 |                             |                                         | 4:18    |  |
| 5.  | "Quando Cheiro Flores (feat.: Jade Baraldo)" |                             |                                         | 4:19    |  |
| 6.  | "Canção na Chuva (feat.: Diana Pequeno)"     |                             |                                         | 4:37    |  |
| 7.  | "Canção do Mundo Imperfeito"                 |                             |                                         | 3:28    |  |
| 8.  | "Rondel (feat.: Susana Travassos)"           |                             | Baseado em um poema de Tristan Corbière | 3:41    |  |
| 9.  | "Tomie Ohtake"                               |                             |                                         | 3:50    |  |

## Prêmios e Indicações
| Ano  | Prêmio        | Categoria                                 | Resultado | Ref.  |
| ---- | ------------- | ----------------------------------------- | --------- | ----- |
| 2020 | Grammy Latino | Melhor Álbum de Música Popular Brasileira | Indicado  | [ 4 ] |